# Legatus leucophaius
El mosquero pirata (Legatus leucophaius) es una especie de ave paseriforme de la familia Tyrannidae que vive en América, desde el sur de México hasta Bolivia y Argentina. Es la única especie del género Legatus. Aunque la mayoría de las poblaciones son sedentarias, al menos las de América Central y Trinidad son migratorias ya que se desplazan a América del Sur y a Tobago.

## Nombres comunes
Se le denomina mosquero pirata (en Costa Rica, Perú, Panamá y Ecuador), atrapamoscas pirata (en Colombia), chilero pirata (en Honduras), mosquitero listado (en Nicaragua), papamoscas pirata o papamoscas rayado chico (en México), atrapamoscas ladrón (en Venezuela) o tuquito chico (en Argentina, Uruguay y Paraguay).

## Distribución y hábitat
Las poblaciones que crían desde el este de México, por Guatemala, Belice, Honduras, Nicaragua, Costa Rica hasta Panamá, migran hacia América del Sur en los inviernos boreales; es residente permanente en Colombia, Venezuela, Trinidad y Tobago, Guyana, Surinam, Guayana francesa, este y oeste de Ecuador, Brasil (excepto la región árida del noreste), este de Perú, Bolivia, este deParaguay hasta el noreste y noroeste de Argentina.
Esta especie, ampliamente diseminada, es considerada bastante común en sus hábitats naturales: los bordes de bosques húmedos y en árboles altos de clareras adyacentes, principalmente abajo de los 1200 m de altitud.

## Descripción
Los mosqueros piratas adultos miden unos 15 cm de longitud y pesan alrededor de 23 g. Sus partes superiores son de color pardo liso, aunque las plumas de vuelo tienen un borde estrecho blanco. En la cabeza tiene una larga lista superciliar blanquecina, una lista pileal oculta amarilla y una banda oscura que a través de sus ojos. Su garganta es blanca, y también tiene una lista malar blanca. Sus partes inferiores son blanquecinas con tonos amarillentos, con veteados difusos de color marrón en el pecho y los costados. Su pico es corto, ancho y de color oscuro. 

## Comportamiento

### Alimentación
Se alimentan principalmente de frutos, aunque alimentan a sus polluelos con insectos. Suele encontrárselos posados en ramas altas de los árboles.

### Reproducción
El mosquero pirata recibe su nombre porque no construye sus propios nidos sino que se apropia los nidos cerrados construidos por otras aves, a menudo mucho más grandes que él, como el cacique coliamarillo (Cacicus cela) o la oropéndola crestada (Psarocolius decumanus). Una vez que los han conseguido ahuyentar a los legítimos propietarios del nido, sacan sus huevos y la hembra de mosquero pirata pone los suyos, generalmente dos aunque puede poner hasta cuatro, de color pardo con motas negras. Ella los incuba sola durante 16 días hasta que eclosionan, y los polluelos tardan 18-20 días en desarrollarse.

### Vocalización
Su llamada es un «wiii» ascendente, que emite desde una rama alta durante gran parte del día, o a veces un monótono «wip wip wip».

## Sistemática

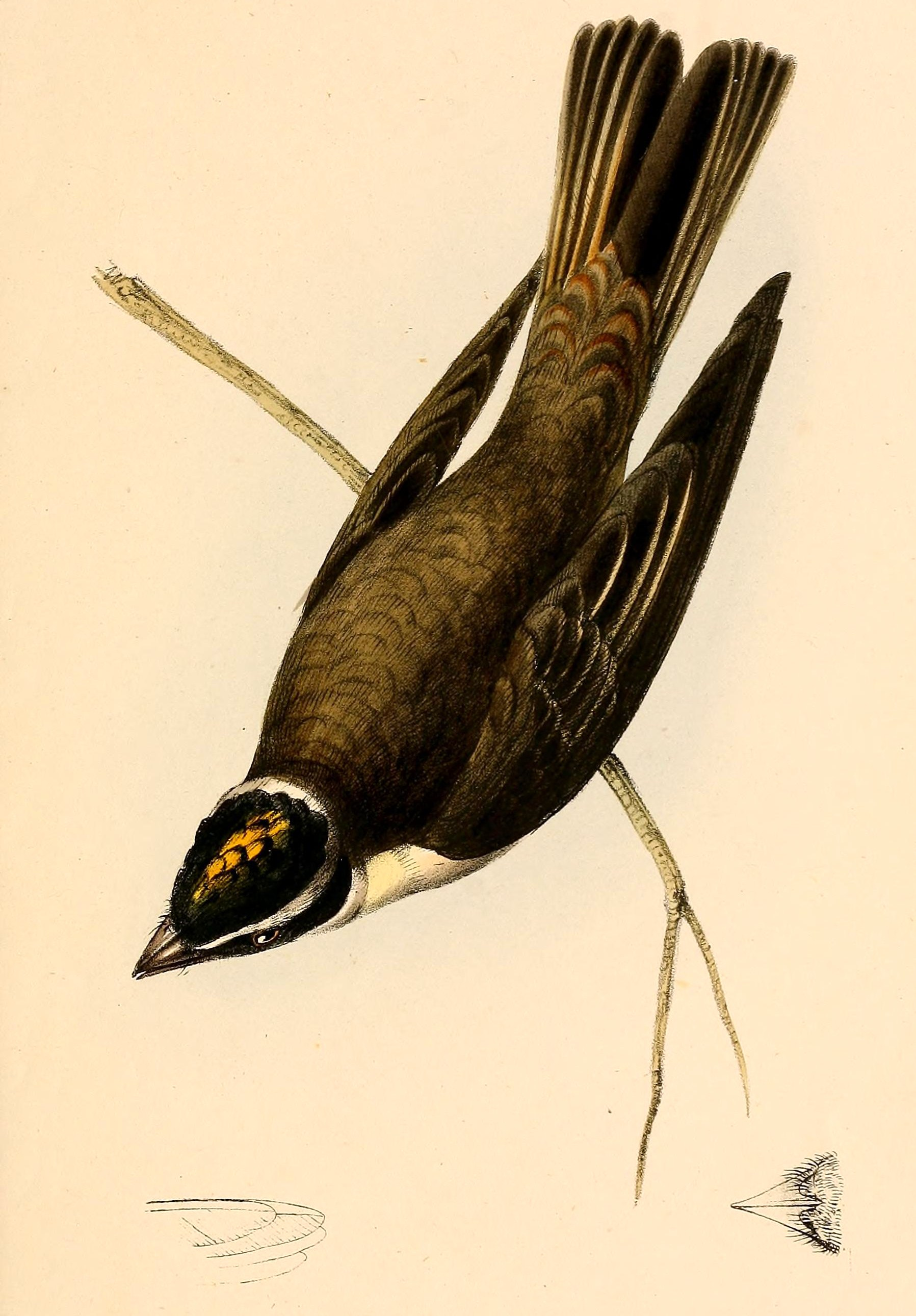
Tyrannus circumcinctus = Legatus leucophaius, ilustración de Swainson para A selection of the birds of Brazil and Mexico, 1841.

### Descripción original
La especie L. leucophaius fue descrita por primera vez por el naturalista francés Louis Pierre Vieillot en 1818 bajo el nombre científico Platyrhynchos leucophaius; la localidad tipo es «Cayenne».
El género Leucophaius fue propuesto por el zoólogo británico Philip Lutley Sclater en 1859, la especie tipo definida fue Tyrannus albicollis Vieillot, 1819, recombinada como Legatus albicollis, en realidad un sinónimo de Platyrhynchos leucophaius, actualmente Legatus leucophaius.

### Etimología
El nombre genérico masculino «Legatus» en latín significa ‘gobernador’; y el nombre de la especie «leucophaius», proviene del griego «leukophaios» y significa ‘gris blanquecino’, ‘de color de ceniza’.

### Taxonomía
Las afinidades son inciertas. Posiblemente hermanado con Myiozetetes, con base en la morfología de la siringe y en el nido globular totalmente encapsulado. Los datos moleculares ofrecen soporte limitado a que sea basal a un clado incluyendo Phelpsia y Philohydor, mientras análisis adicionales indican alguna afinidad con Pitangus y Myiozetetes; la relación con Myiozetetes también sugerida por las prácticas de piratear nidos, aunque las observaciones sugieren que tal comportamiento y/o adopción de nidos tanto pueden haber evolucionado independientemente o ser un carácter ancestral en la subfamilia.
Los amplios estudios genético-moleculares realizados por Tello et al. (2009) descubrieron una cantidad de relaciones novedosas dentro de la familia Tyrannidae que todavía no están reflejadas en la mayoría de las clasificaciones. Siguiendo estos estudios, Ohlson et al. (2013) propusieron dividir Tyrannidae en cinco familias. Según el ordenamiento propuesto, Legatus permanece en Tyrannidae, en una subfamilia Tyranninae Vigors, 1825, junto a Attila, Ramphotrigon y a las tribus Myiarchini Hellmayr, 1927 y Tyrannini Vigors, 1825.

### Subespecies
La subespecie variegatus se distingue de la nominal apenas por la coloración; a pesar de que los límites no están bien definidos, las dos subespecies se juntan en Honduras. Aves del sur de Brasil, Paraguay y Argentina que fueron descritas como la forma L. leucophaius albicollis (Vieillot, 1819), son meramente un poco mayores en promedio. Las formas descritas L. leucophaius minor (Stolzmann), 1925 y L. leucophaius nevagans (Chubb), 1919, son sinónimos de la nominal.
Según las clasificaciones del Congreso Ornitológico Internacional (IOC)  y Clements Checklist/eBird, se reconocen dos subespecies, con su correspondiente distribución geográfica:
- Legatus leucophaius variegatus (P.L. Sclater, 1857) - este de México (sur de San Luis Potosí al este hasta Tabasco, norte y centro de Campeche y Quintana Roo hasta el norte de Oaxaca y norte de Chiapas) hasta el norte y centro de Guatemala, Belice y Honduras.
- Legatus leucophaius leucophaius (Vieillot, 1818) - Nicaragua hacia el sur hasta Panamá y Colombia, al este por Venezuela, las Guayanas y Trinidad y Tobago, y al sur a través de Ecuador, Perú, noroeste y centro de Brasil (al sur hasta el norte de Río Grande del Sur) y norte y este de Bolivia hasta el centro y este de Paraguay y norte de Argentina (Salta, Jujuy y Tucumán; este de Formosa, este del Chaco, Corrientes y Misiones).